# Bernard M. Casper
Bernard Moses Casper (1916–1988) nasceu e foi criado em Londres, no Reino Unido. Educado em Londres e Cambridge, ele serviu como rabino e educador em Manchester e Londres, sendo famoso por ser o rabino-chefe da Brigada Judaica na Segunda Guerra Mundial e depois rabino-chefe da Congregação Hebraica Unida de Joanesburgo e da Federação Sul-Africana de Sinagogas.
Bernard foi um oficial capelão no Exército Britânico durante a maior parte da Segunda Guerra Mundial, e serviu com distinção como capelão sênior do Grupo de Brigada de Infantaria Judaica, ganhando uma menção em despachos. Após a guerra, Bernard se mudou para Israel. Em 1956, ele foi nomeado o primeiro Reitor para Assuntos Estudantis da Universidade Hebraica de Jerusalém, e foi chamado para Joanesburgo em 1963 como Rabino-Chefe da Congregação Hebraica Unida de Joanesburgo. Em 1964, tornou-se Rabino-Chefe da Federação das Sinagogas da África do Sul.

## Obras
- With the Jewish Brigade (1947),
- Talks on Jewish Prayer (1958),
- An Introduction to Jewish Bible Commentary (1960),
- Judaism Today and Yesterday (1965).